# Thurberg

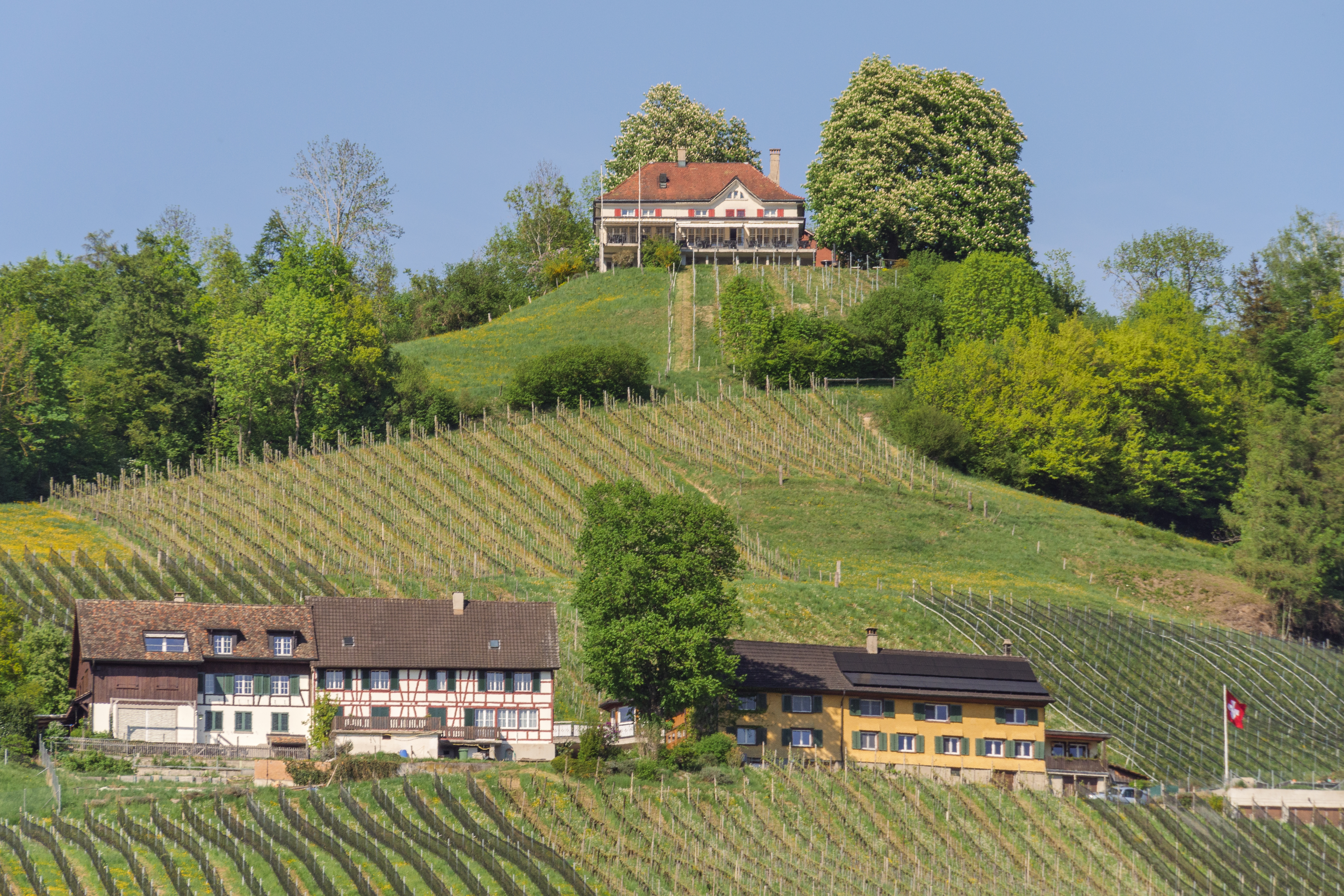
Restaurant Thurberg mit dem darunterliegenden Rebberg

Der Thurberg war eine Höhenburg und Freisitz nordwestlich der Gemeinde Weinfelden auf dem Ottenberg im Schweizer Kanton Thurgau.
Die Burg war Sitz der Herren von Thurberg und wird 1275 als Turberch erstmals erwähnt. Im 14. Jahrhundert stand Thurberg im Besitz der Freiherren von Klingen und gehörte 1395 bis 1413 den Freiherren von Enne. 1413 wird Thurberg als Burgstall und als abt-sankt-gallisches Lehen bezeichnet. Dieses lag 1413 bis 1463 in den Händen der Herren von Tettikofen und kam nacheinander an die Lanz von Liebenfels, die Herren von Schellenberg und von Schwarzach. Thurberg umfasste 1575 Burg, Burgstall und den Twing und Bann. Der von Georg Joachim Zollikofer 1644 neu errichtete Freisitz wurde 1645 von einem Sturmwind zerstört. Das an dessen Stelle erstellte Schlösschen mit Kuppeltürmen besass 1711 bis 1756 die Familie Högger, danach die Familie Wegelin von St. Gallen. 1827 zerstörte ein Blitz das Schloss teilweise. Das heutige Restaurant Thurberg eröffnete 1910 seinen Betrieb.